# Iveco Bus Magelys
Iveco Bus Magelys (з 2007 по 2013 рік називався Irisbus Magelys) —  сімейство туристичних автобусів французької компанії Irisbus, а з 2013 року Iveco Bus дочірньої компанії Iveco. Magelys виготовляється з 2007 року в версії HD, з 2009 року в подовженій версії HDH, а з 2012 року в версії Pro. Автобуси пропонуються в трьох версіях довжини 12,2, 12,8 та 13,8 м.
Автобус Magelys отримав титул автобус 2016 року.

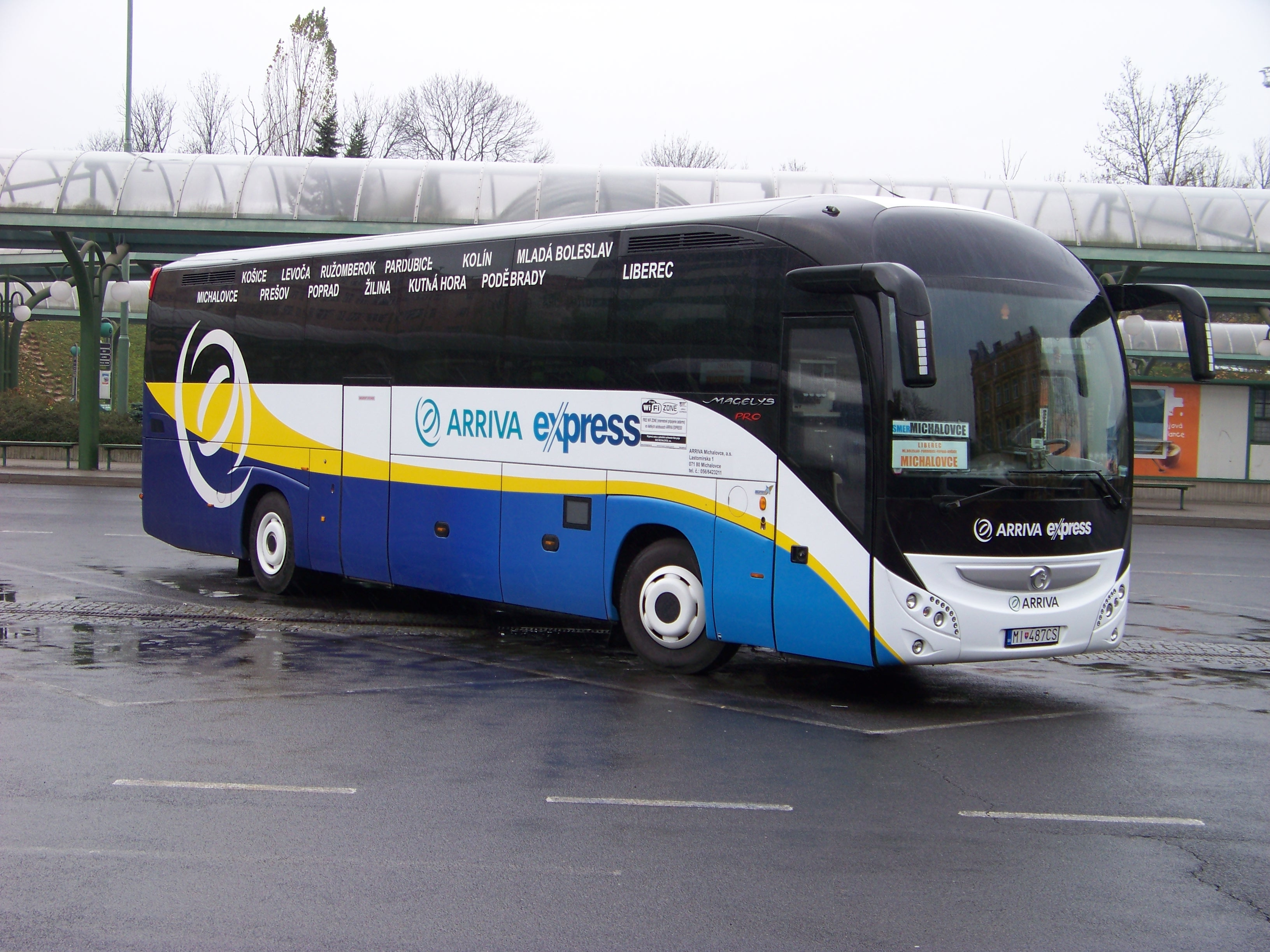
Irisbus Magelys Pro (2012-2013)
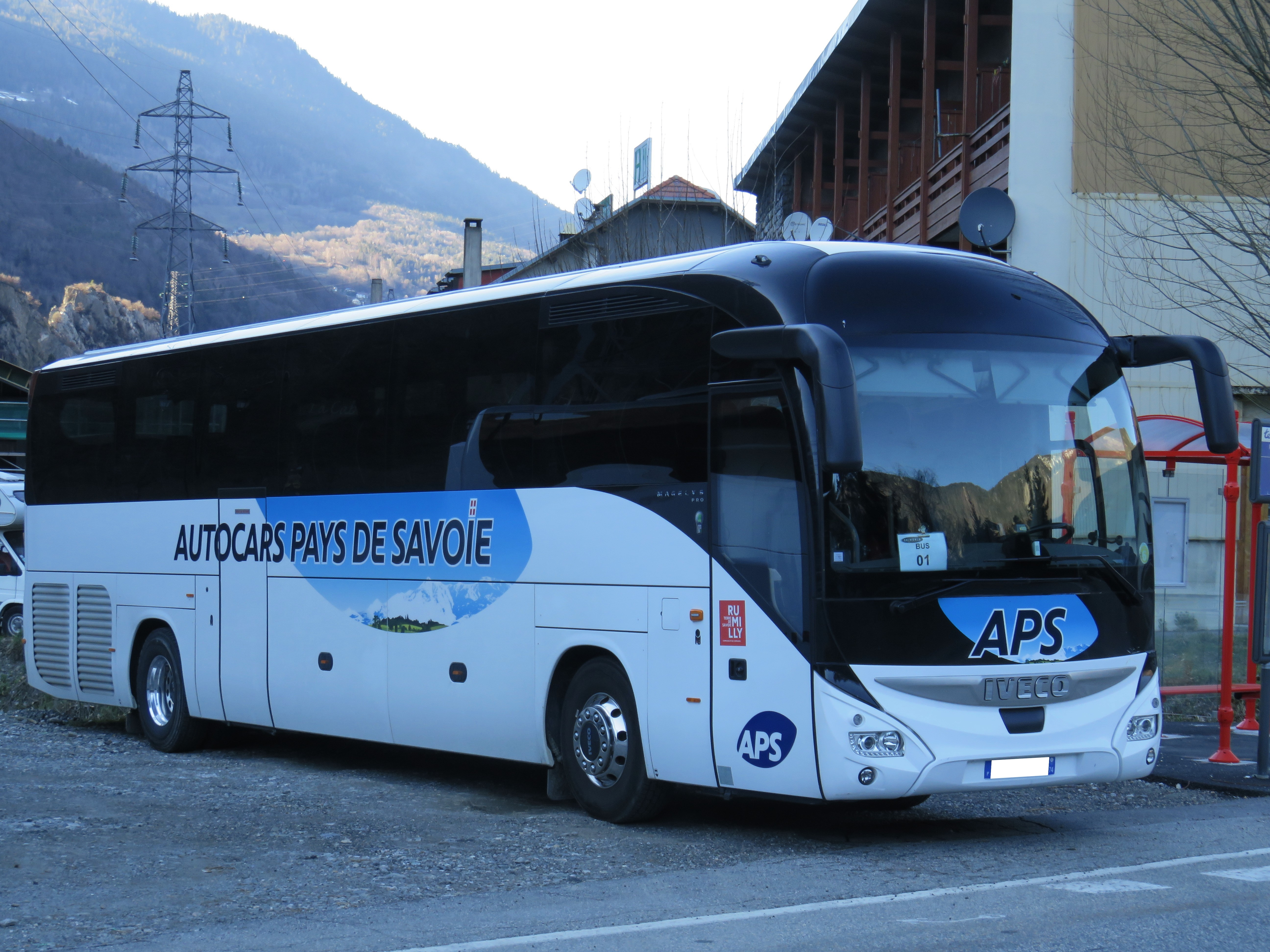
Iveco Magelys Pro (з 2013)